# Gorczyce (Prostki)
Gorczyce (deutsch Gorczitzen, 1928 bis 1945 Deumenrode) ist ein Dorf in der polnischen Woiwodschaft Ermland-Masuren und gehört zur Gmina Prostki (Landgemeinde Prostken) im Powiat Ełcki (Kreis Lyck).

## Geographische Lage
Gorczyce liegt südlich des Langseer Sees (bis 1897 Dlugochoreller See, polnisch Jezioro Długie Chorzelskie) im südlichen Osten der Woiwodschaft Ermland-Masuren. Bis zur Kreisstadt Ełk (Lyck) sind es 18 Kilometer in nördlicher Richtung.

## Geschichte
Das seinerzeit Gramatzken genannte Dorf wurde im Jahre 1484 gegründet und bestand aus mehreren großen und kleinen Höfen. Am 27. Mai 1874 wurde Gorczytzen Amtsdorf und damit namensgebend für einen neuen Amtsbezirk, der allerdings wenige Jahre später in „Amtsbezirk Borken“ (polnisch Borki) umbenannt wurde. Er gehörte bis 1945 zum Kreis Lyck im Regierungsbezirk Gumbinnen (ab 1905: Regierungsbezirk Allenstein) in der preußischen Provinz Ostpreußen.
Im Jahre 1910 gehörten zum Gutsbezirk Gorczitzen 143 Einwohner. 
Aufgrund der Bestimmungen des Versailler Vertrags stimmte die Bevölkerung im Abstimmungsgebiet Allenstein, zu dem Gorczytzen gehörte, am 11. Juli 1920 über die weitere staatliche Zugehörigkeit zu Ostpreußen (und damit zu Deutschland) oder den Anschluss an Polen ab. In Gorczytzen stimmten 80 Einwohner für den Verbleib bei Ostpreußen, auf Polen entfiel keine Stimme.
Am 16. Oktober 1928 wurde das Dorf in Abwehr des fremdländisch klingenden Ortsnamens in „Deumenrode“ umbenannt. Die Zahl der Einwohner belief sich 1933 auf 205 und sank bis 1939 auf 186.
In Kriegsfolge kam das Dorf 1945 mit dem gesamten südlichen Ostpreußen zu Polen und erhielt die polnische Namensform „Gorczyce“. Heute ist es Sitz eines Schulzenamtes (polnisch Sołectwo) und als solches eine Ortschaft im Verbund der Landgemeinde Prostki (Prostken) im Powiat Ełcki (Kreis Lyck), bis 1998 der Woiwodschaft Suwałki, seither der Woiwodschaft Ermland-Masuren zugeordnet.

### Amtsbezirk Gorczitzen
Für einige Jahre nach 1874 war Gorczitzen Amtsdorf. Zum Amtsbezirk gehörten bis zur Umbenennung in „Amtsbezirk Borken“ elf Dörfer:
| Name           | Änderungsname 1938 bis 1945 | Polnischer Name |
| -------------- | --------------------------- | --------------- |
| Borken         |                             | Borki           |
| Dlugochorellen | (ab 1897:) Langsee          | Długochorzele   |
| Glinken        |                             | Glinki          |
| Gorczitzen     | (ab 1928:) Deumenrode       | Gorczyce        |
| Kobylinnen     | Kobilinnen                  | Kobylinek       |
| Miechowen      | Niederhorst                 | Miechowo        |
| Mylussen       | Milussen                    | Myłusze         |
| Popowen        | Wittingen (Ostpr.)          | Popowo          |
| Sokolken       | Stahnken                    | Sokółki         |
| Soltmahnen     |                             | Sołtmany        |

## Religionen
Bis 1945 war Gorczitzen in die evangelische Kirche Ostrokollen (1938 bis 1945 Scharfenrade, polnisch Ostrykół) in der Kirchenprovinz Ostpreußen der Kirche der Altpreußischen Union sowie in die römisch-katholische Kirche St. Adalbert in Lyck (polnisch Ełk) im Bistum Ermland eingepfarrt.
Heute gehört Gorczyce katholischerseits zur Pfarrei in Prostki (Prostken), die im nahegelegenen Sokółki (Sokolken, 1938 bis 1945 Stahnken) eine Filialkirche betreut. Sie gehört zum Bistum Ełk in der Römisch-katholischen Kirche in Polen. Die evangelischen Einwohner halten sich zur Kirchengemeinde in der Kreisstadt Ełk (Lyck), einer Filialgemeinde der Pfarrei in Pisz (Johannisburg) in der Diözese Masuren der Evangelisch-Augsburgischen Kirche in Polen.

## Verkehr
Gorczyce liegt an der Nebenstraße 1680N, die die beiden Landesstraßen DK 65 und DK 58 und damit die beiden Gemeinden Prostki (Prostken) im Powiat Ełcki (Kreis Lyck) sowie Biała Piska (Bialla, 1938 bis 1945 Gehlenburg) im Powiat Piski (Kreis Johannisburg) miteinander verbindet. Eine Bahnanbindung besteht nicht.